# John Theron Mackenzie
John Theron Mackenzie, (Phelps, 27 de julho de 1818 — Nova York, 17 de setembro de 1892), foi um advogado e filantropo estadunidense responsável por legar, por meio de testamento, boa parte de seus bens, em herança, à então "Escola Americana" (hoje Universidade Presbiteriana Mackenzie), que fundada em 1870 pelos missionários presbiterianos George Whitehill Chamberlain e Mary Ann Annesley Chamberlain. Apesar de nunca ter visitado o Brasil, John Mackenzie era profundo admirador da nação brasileira, especialmente do Patriarca da Independência, José Bonifácio de Andrada e Silva.
Perdeu o pai ainda jovem, de modo que abdicou de seus sonhos de tornar-se professor. Deste modo, seguiu carreira advocatícia por mais de cinquenta anos, tendo, por meio desta profissão, enriquecido.
Mackenzie teria procurado a junta missionária da Igreja Presbiteriana dos Estados Unidos para que pudesse destinar um terço (1/3) de seus bens à instituição educacional, uma vez que esta gozava de boa fama, tendo recebido, inclusive, em 1878, visita de D. Pedro II, o Magnânimo. Mackenzie, no entanto, jamais pisaria no Brasil. A divisão dos bens declarada por Mackenzie consistia em quinhoar com 2/3 (dois terços) a suas irmãs (1/3 [um terço] para cada uma) e 1/3 (um terço) ao que viria a ser Universidade Mackenzie.

## Morte e homenagem
Morreu em 17 de setembro de 1892, aos 74 anos de idade. Um terço de seus bens foram destinados à construção de uma escola de engenharia na então Escola Americana, que passou a chamar-se Universidade Presbiteriana Mackenzie em sua homenagem. Conta-se, ainda, que cada uma de suas irmãs desembolsou trinta mil dólares a título de doação à instituição, que teria recebido seu nome em 15 de setembro de 1890.